# Dirck van Bleyswijck

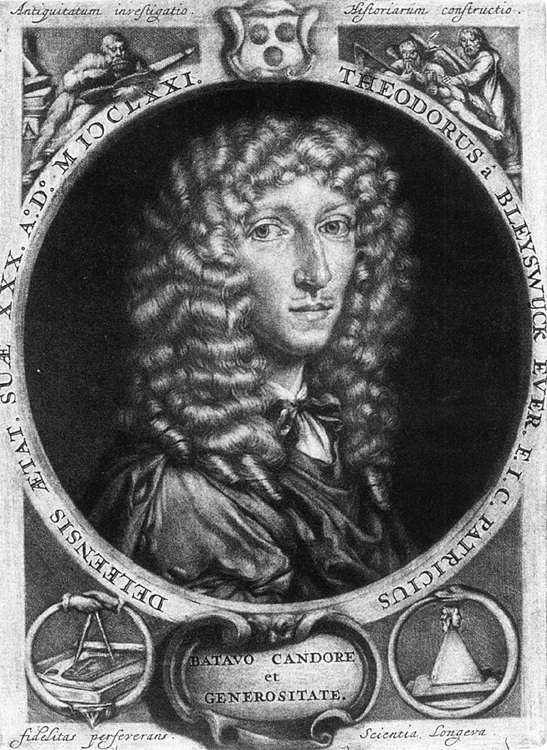
Dirck van Bleyswijck (Jan Verkolje)

Dirck Evertsz van Bleyswijck (Delft, 28 december 1639 - aldaar, 11 september 1681) was een geschiedschrijver van Delft. 
Dirck was de zoon van stadsbestuurder en bierbrouwer, Evert van Bleyswijck van de brouwerij De Dubbele Sleutels. Zijn opleiding begon op de Latijnse school in de Schoolstraat, gevolgd door een rechtenstudie in Leiden en Utrecht, als voorbereiding op een carrière in het bestuur. Hij reisde door de lage landen en zou een grand tour naar Frankrijk en Italië maken, maar die ging vanwege een ziekte niet door. Om de tijd te doden begon hij te lezen over de geschiedenis van Holland en ontdekte dat hij niet noodzakelijkerwijs op reis hoefde te gaan om nieuwe dingen te leren. Hij begon te werken aan een uitgebreide Beschryvinge der stadt Delft, waarvan het eerste deel op 28 december 1667 verscheen bij Arnold Bon, drukker op de Markt in Delft. In zijn opdracht aan de burgemeesters legde hij uit dat zijn werk bedoeld was om in een gedetailleerde beschrijving de grootsheid en pracht van Delft vast te leggen. Hoewel hij veel aandacht besteedde aan de kerkelijke geschiedenis, inclusief die van de katholieke middeleeuwen, begon hij zijn beschrijving van de belangrijkste gebouwen van de stad met het stadhuis. Net als het bestuur was hij van mening dat de kerk ondergeschikt zou moeten zijn aan de seculiere autoriteiten. Nadat het eerste deel van zijn boek was gepubliceerd, besloot hij alsnog naar Italië te reizen. Na zijn terugkeer werd hij in 1671 verkozen tot lid van de veertigraad. In 1672 werd hij schepen, in 1675 burgemeester van Delft, en in 1681 gecommitteerde namens Delft voor de Admiraliteit van Zeeland.

Kaart figuratief van Delft, (1678)

Vanaf 1675 hield hij op verzoek van het bestuur van Delft toezicht op het vervaardigen van de caerte figuratyf van de stad Delft. Met medewerking van een legertje aan cartografen, landmeters, tekenaars, graveurs en drukkers kwam in drie jaar tijd de stadsplattegrond tot stand.
In 1680 verscheen het tweede deel van zijn Beschryvinge der stadt Delft. Het volgende jaar overleed hij plotseling tijdens een dienstreis te Middelburg. Hij was ongehuwd gebleven. Zijn kist werd gedragen door zestien lijkdragers, begeleid door zestien flambouwdragers en een wapendrager. Hij werd begraven in de Oude Kerk.
- Biografisch Portaal: 56785173
- Digitale Bibliotheek voor de Nederlandse Letteren: bley002
- International Standard Name Identifier: 0000 0003 9761 0704
- Nederlandse Thesaurus van Auteursnamen: 06979202X
- Virtual International Authority File: 37270083